# Universiteit van Concepción
De Universiteit van Concepción (UvC) (Spaans: Universidad de Concepción, het acroniem is UdeC) is een van de universiteiten in Concepción, Chili. De belangrijkste campus is gelegen in het centrum van de stad. De universiteit is een van de drie grote academische instellingen in Chili en behoort tot de belangrijkste van Zuid-Amerika.
De Universiteit van Concepcion werd opgericht in 1919 en is de derde oudste universiteit van het land.